# Gewerbeschulhaus Unterstrass

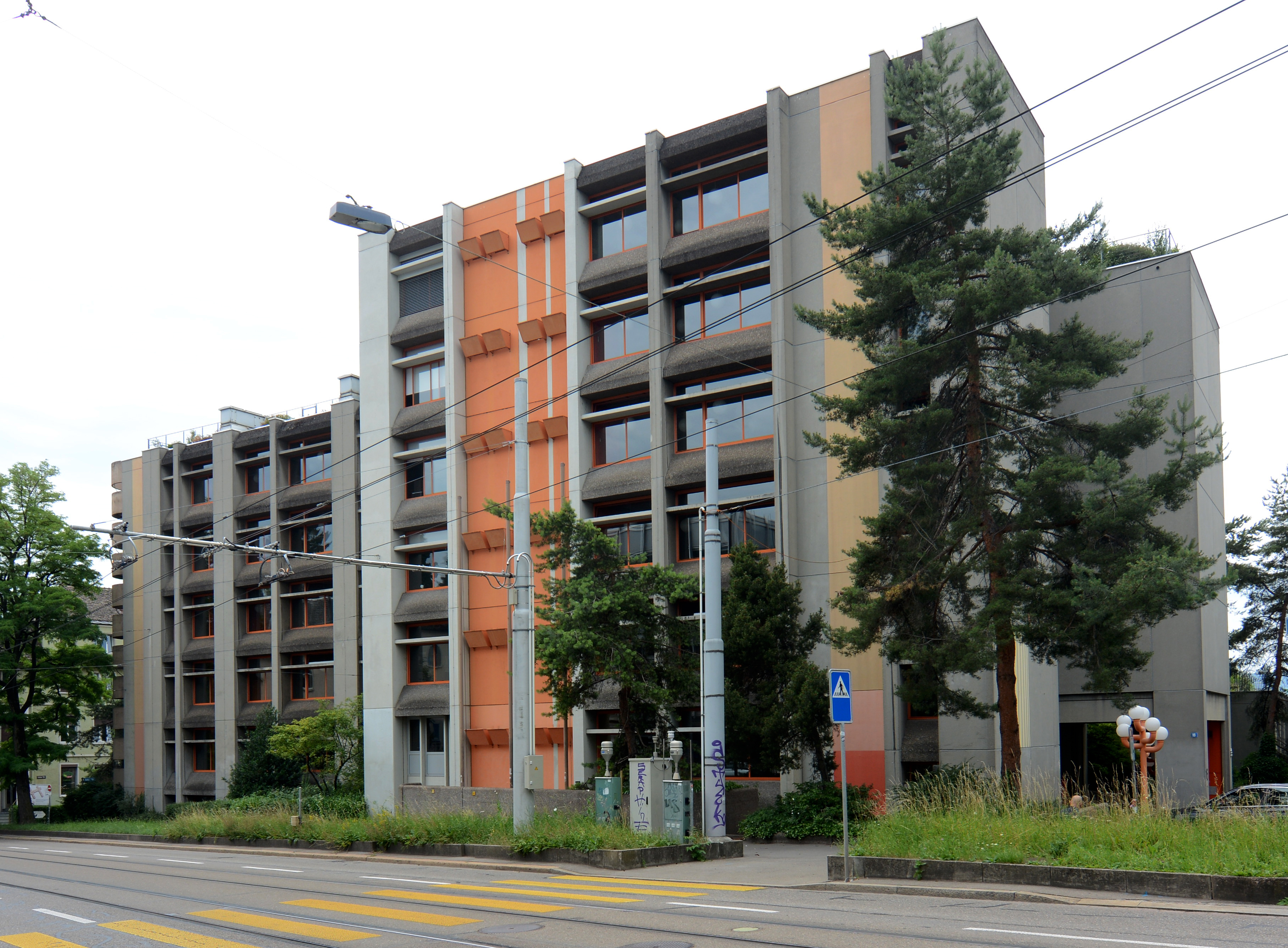
Berufsschule für Detailhandel Zürich

Das Gewerbeschulhaus der Abteilung Verkaufspersonal Unterstrass, heute Berufsschule für Detailhandel Zürich (BSDHZ), ist ein Schulgebäude im Stadtquartier Unterstrass in Zürich.

## Baugeschichte
Die Planung des Schulhauses oblag dem Stadtrat, der 1967 einen Projektwettbewerb ausschrieb. Aus den 128 eingereichten Projekten ging 1968 dasjenige von Esther und Rudolf Guyer Architekten als Sieger hervor und wurde zur Umsetzung vorgeschlagen. Am 27. September 1970 gelangte der Baukredit von 20,65 Millionen Schweizer Franken zur Volksabstimmung und wurde angenommen. An der Umsetzung waren neben dem Entwerferpaar auch der Architekt Fredi Zwahlen und der Bauingenieur Edy Toscano beteiligt. Noch im selben Jahr wurde mit dem Bau begonnen. 1972 war der Rohbau vollendet und 1973 war das Schulhaus bezugsbereit.

## Baubeschreibung
Das sechsgeschossige Gebäude umfasst 23 Schulzimmer, ein Foyer, eine Kantine mit Küche, eine Aula, eine Bibliothek, eine Sporthalle sowie Büro- und Nebenräume. Der Haupttrakt befindet sich an der belebten Stampfenbachstrasse, wobei sämtliche Schulzimmer auf die südwestliche Gegenseite ausgerichtet sind. Der Haupttrakt umschliesst mit dem winkelförmigen Nebentrakt einen abgetreppten Innenhof, der zusammen mit der kleinen Parkanlage vor dem Eingang und grosszügigen Dachterrassen Aufenthaltsräume für die Pausen bieten. Die Fassaden bestehen aus zeittypischen Fertigelementplatten aus Sichtbeton. Durch die Abfächerung der Fassade, die Aussenpfeiler, die abgeschrägten Bauteile und nicht zuletzt die charakteristische orangenfarbige Farbgebung von Bauteilen wird das Bauwerk optisch aufgelockert.

## Bilder

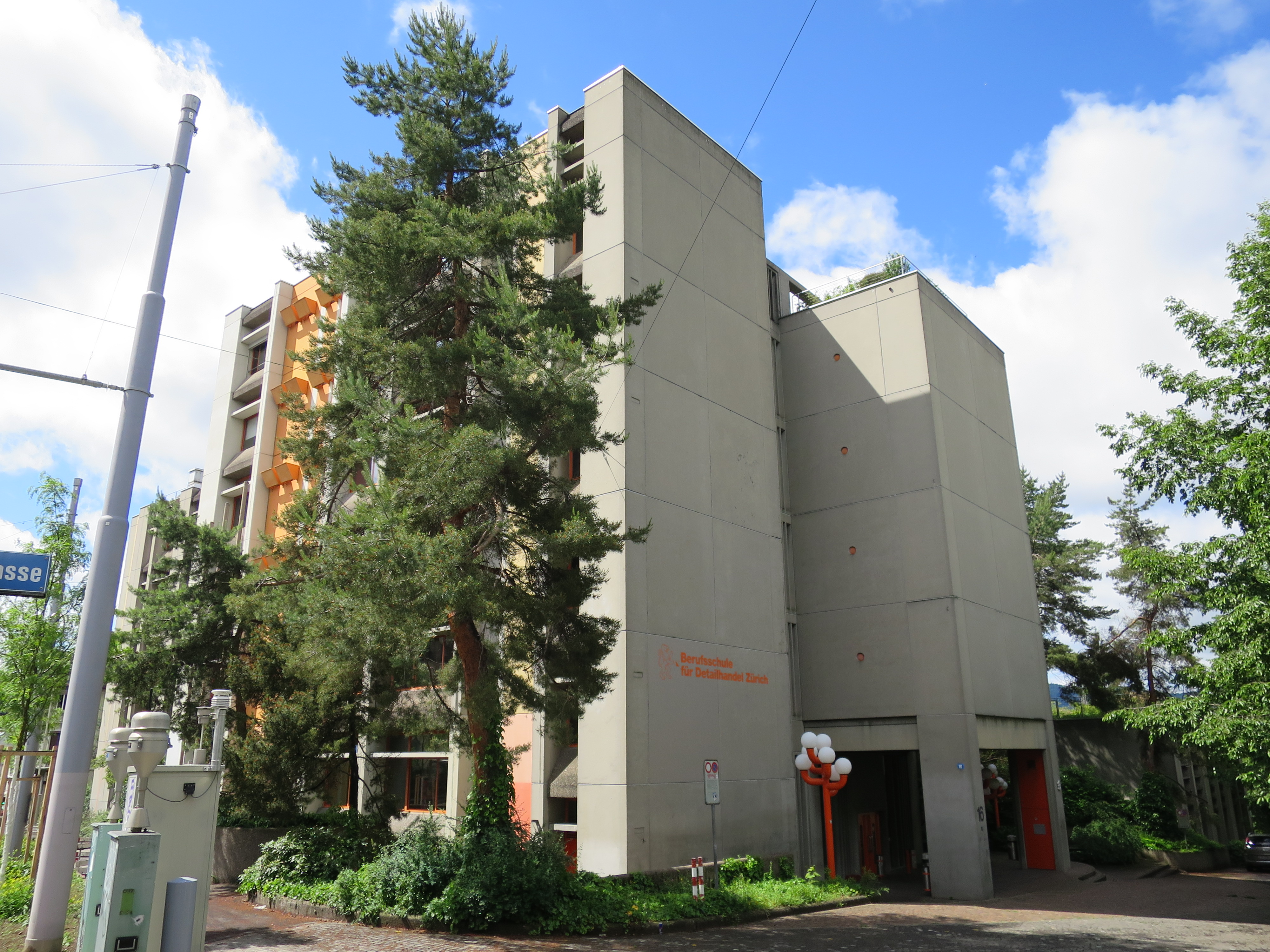
Fassade mit Haupteingang
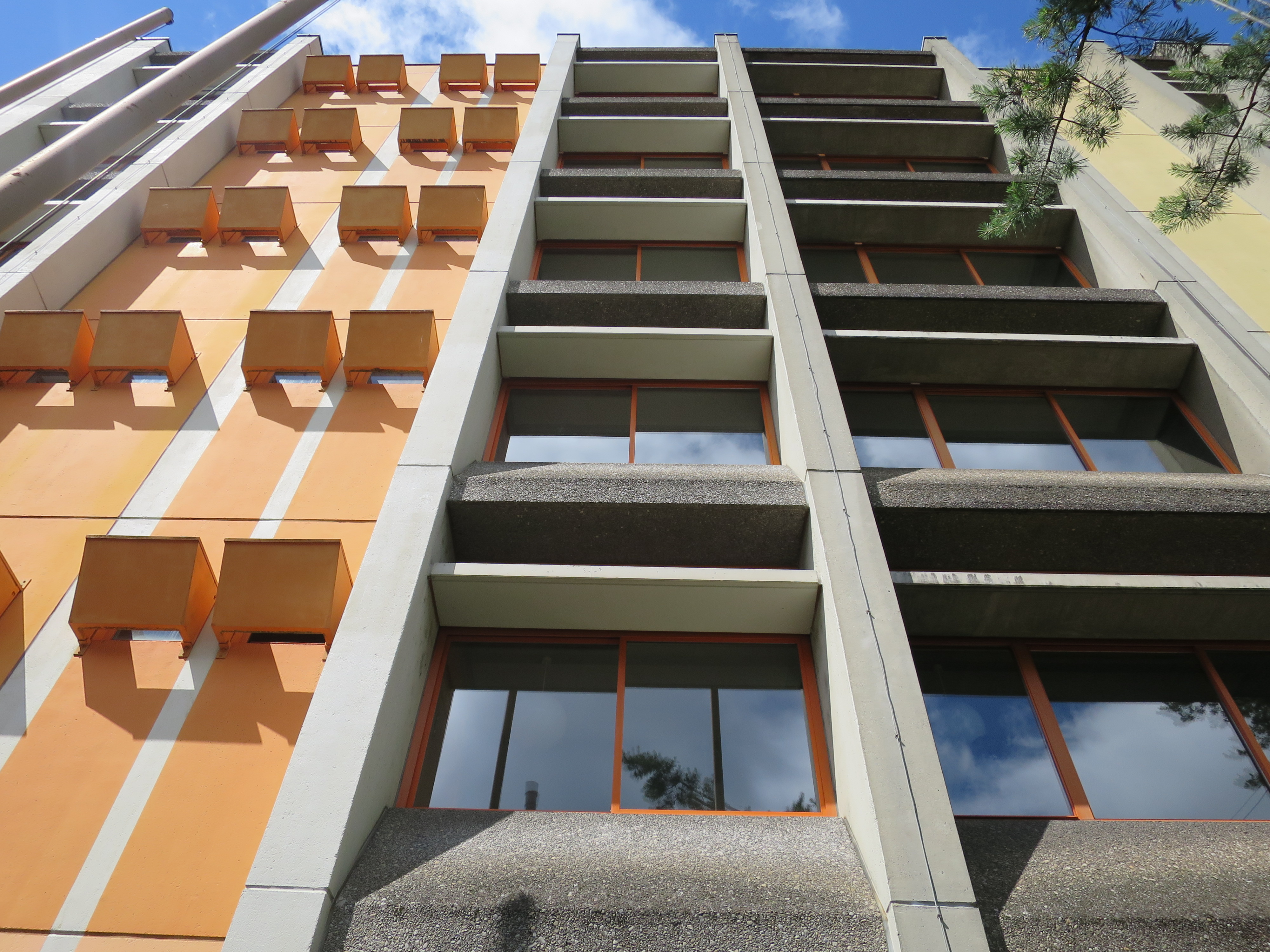
Strassenseite des Haupttrakts
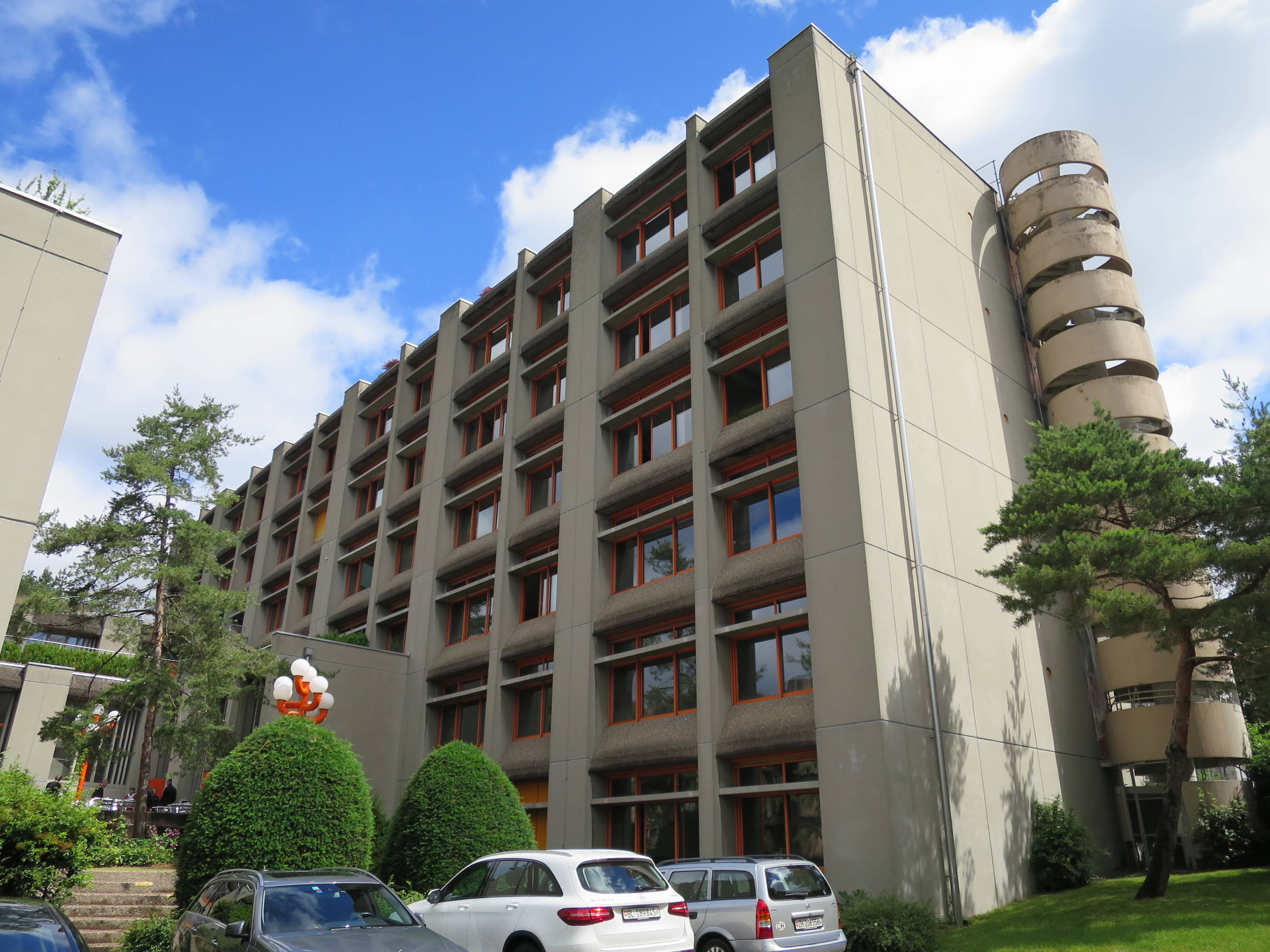
Innenhofseite des Haupttrakts
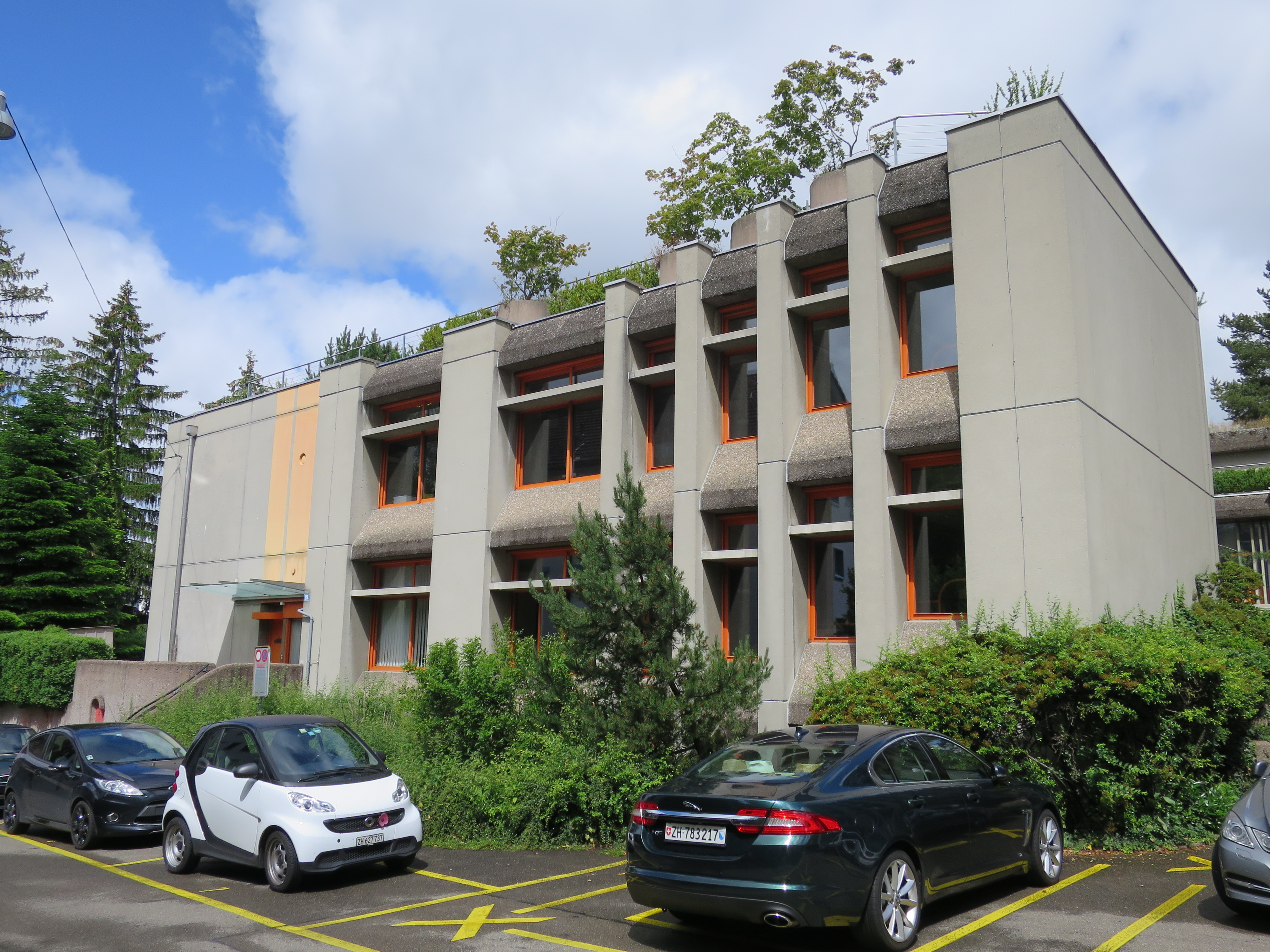
Nebentrakt
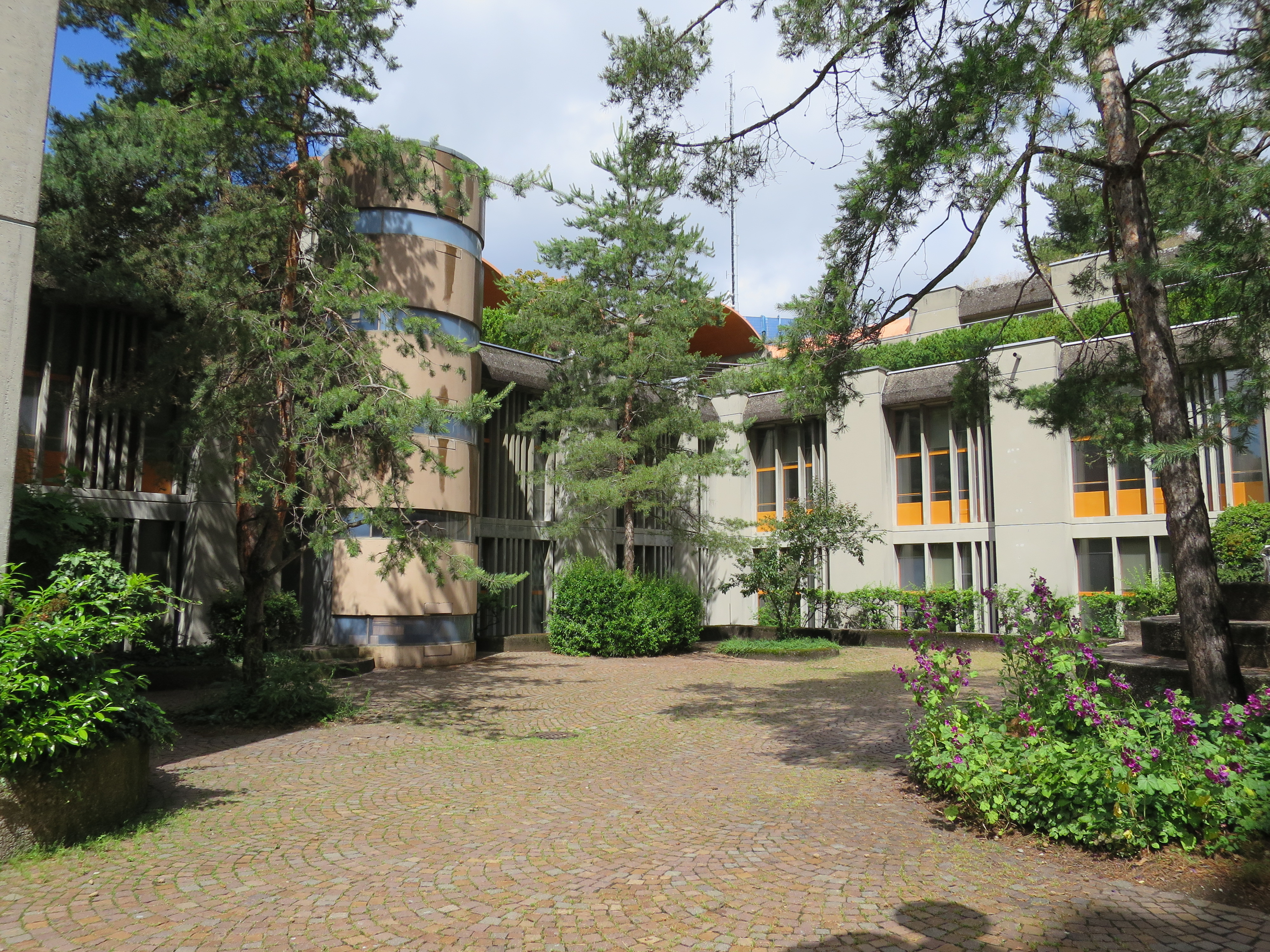
Innenhofseite des winkelförmigen Nebentrakts
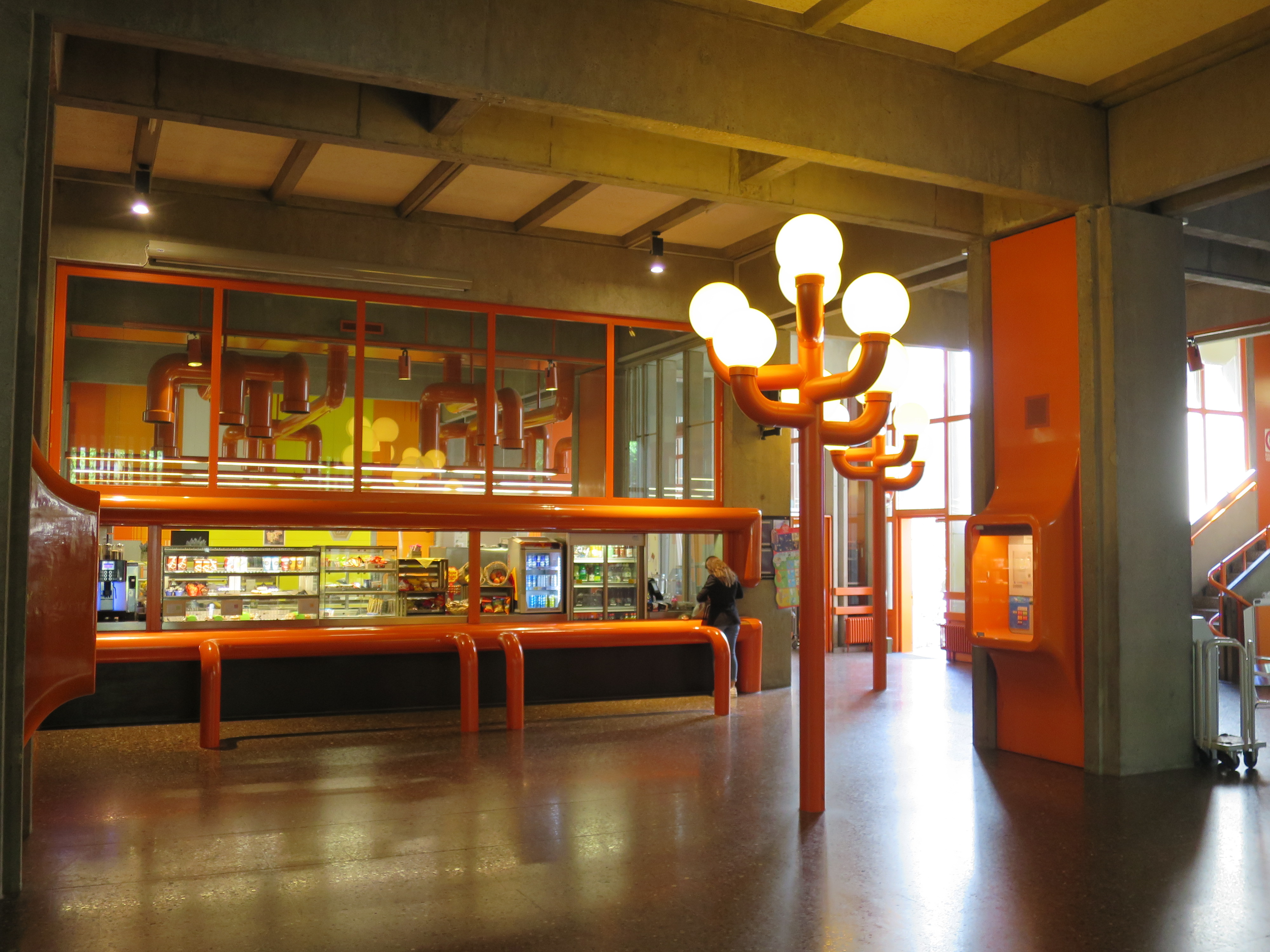
Foyer mit Blick zum Kiosk der Kantine
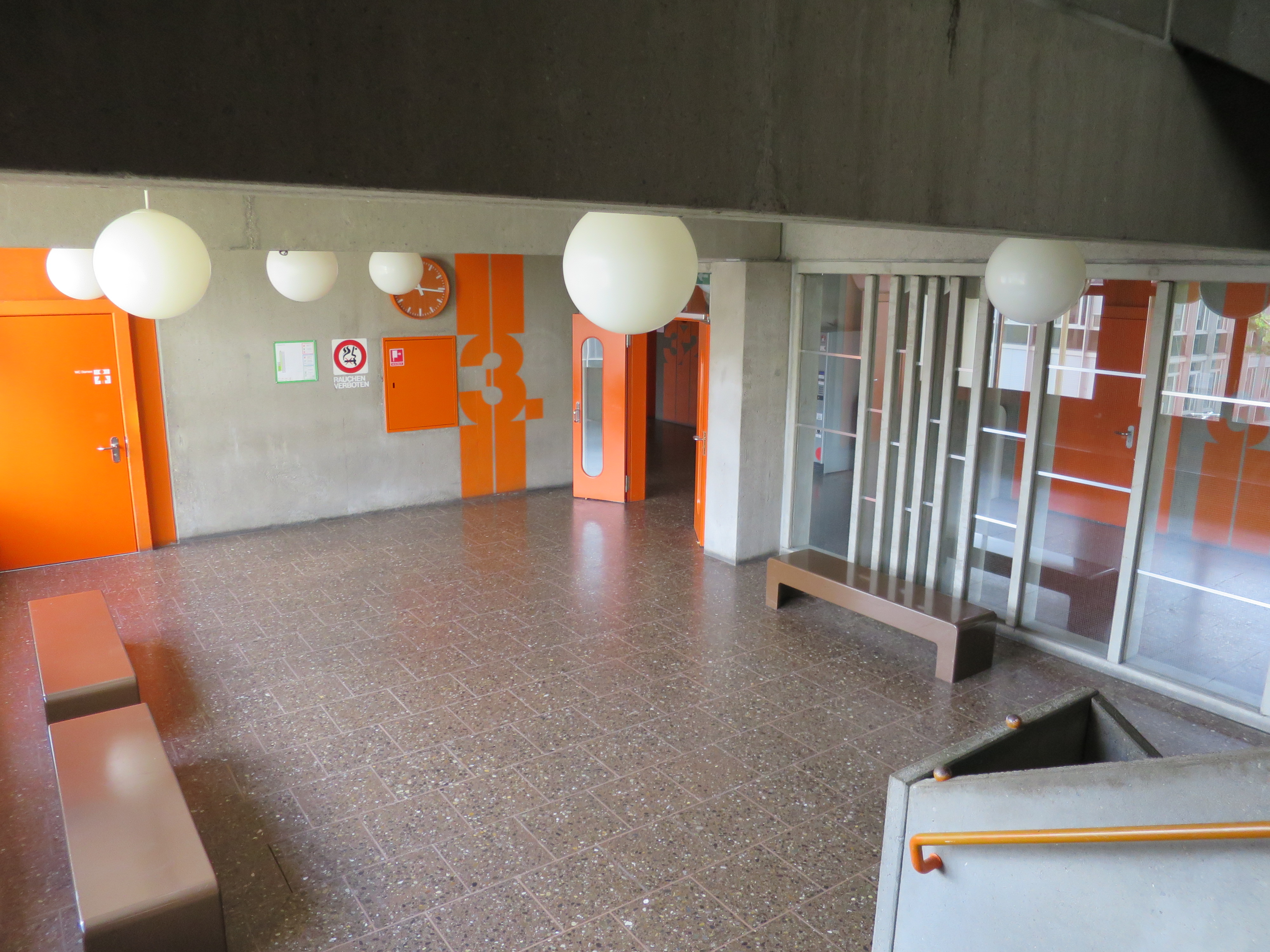
Treppenhaus mit Zugang zum Klassenzimmerflur